# Jérémie Guez
Pour les articles homonymes, voir Guez.
Jérémie Guez est un écrivain auteur de romans policiers, un scénariste et réalisateur français, né aux Sables d’Olonne le 17 mai 1988.

## Biographie
Les droits d’adaptation au cinéma de ses œuvres ont été achetés par des producteurs français.
En 2013, à seulement 25 ans, il reçoit le prix SNCF du polar pour Balancé dans les cordes (La Tengo Éditions), qui est adapté au cinéma en 2018 par Yann Gozlan sous le titre Burn Out.
Il a participé à l'écriture du film biographique français Yves Saint Laurent réalisé par Jalil Lespert, sorti le 8 janvier 2014.
Bluebird, son premier long métrage en tant que réalisateur, est présenté au festival South by Southwest en 2018.
La sortie de son deuxième film en tant que réalisateur, Sons of Philadelphia, a lieu le 26 mai 2021 en France.

## Œuvres
- Paris la nuit, Paris, La Tengo Éditions, 2010, 108 p.  (ISBN 978-2-35461-009-8)
- Balancé dans les cordes, Paris, La Tengo Éditions, 2012, 190 p.  (ISBN 978-2-35461-021-0). Prix SNCF du polar 2013[2]
- Du vide plein les yeux, Paris, La Tengo Éditions, 2013, 224 p[2]
- Le Dernier Tigre rouge, Paris, 10|18 Éditions, 2014, 235 p.  (ISBN 978-2-26406-107-2). Prix Historia du roman historique 2014.
- Les Âmes sous les néons, Paris, La Tengo Éditions, 2021

## Filmographie
Sauf indication contraire, les informations mentionnées dans cette section peuvent être confirmées par la base de données cinématographiques IMDb,  présente dans la section « Liens externes ».

### Scénariste
- 2014 : Yves Saint Laurent de Jalil Lespert
- 2016 : Arès de Jean-Patrick Benes (non crédité)
- 2016 : Iris de Jalil Lespert
- 2017 : Sparring de Samuel Jouy
- 2018 : La nuit a dévoré le monde de Dominique Rocher
- 2018 : Carnivores de Jérémie Renier et Yannick Renier
- 2018 : Tu ne tueras point de lui-même
- 2018 : Lukas de Julien Leclercq
- 2018 : Force & Honneur de Youssoufa Massoundi
- 2019 : L'Intervention de Fred Grivois
- 2019 : Rebelles d'Allan Mauduit
- 2020 : La Terre et le Sang de Julien Leclercq
- 2021 : Boîte noire de Yann Gozlan
- 2021 : Une affaire française (mini-série TV)
- 2022 : BRI (mini-série TV)
- 2024 : Tigres et Hyènes de lui-même

### Réalisateur
- 2018 : Bluebird (A Bluebird in My Heart)
- 2020 : Sons of Philadelphia (The Sound of Philadelphia)
- 2022 : Kanun, la loi du sang
- 2022 : BRI (mini-série TV)
- 2024 : Tigres et Hyènes

### Adaptations de ses œuvres
- 2017 : Burn Out de Yann Gozlan, d'après Balancé dans les cordes.

## Distinction

### Nomination
- César 2022 : Meilleur scénario original pour Boîte noire